# هنریکه آریول
هنریکه آریول (انگلیسی: Henrique Arreiol؛ زادهٔ ۲۶ فوریهٔ ۲۰۰۵) بازیکن فوتبال اهل پرتغال است که در حال حاضر برای اسپورتینگ بی در پست هافبک بازی می‌کند.
وی همچنین در تیم‌های ملی فوتبال زیر ۱۶ سال، زیر ۱۷ سال و زیر ۲۰ سال پرتغال بازی کرده است.

## دوران باشگاهی
آریول که محصول آکادمی ماریتیمو بود، در سال ۲۰۱۸ به آکادمی جوانان اسپورتینگ پیوست. وی در ۲۷ ژوئن ۲۰۲۱ نخستین قرارداد حرفه‌ای خود را با اسپورتینگ امضا کرد. او دوران بزرگ‌سال خود را در تیم اسپورتینگ بی از فصل ۲۵–۲۰۲۴ در لیگا ۳ آغاز کرد. آریول در ۲۲ نوامبر ۲۰۲۴ نخستین بازی خود را برای تیم اصلی اسپورتینگ به عنوان یار تعویضی در پیروزی ۶–۰ برابر آمارانته در چارچوب جام حذفی فوتبال پرتغال انجام داد. در ۲۴ نوامبر ۲۰۲۴، او رسماً به تیم اصلی اسپورتینگ ارتقا یافت.

## دوران ملی
آریول بازیکن ملی‌پوش جوانان پرتغال است که تا تیم زیر ۲۰ سال پرتغال در سال ۲۰۲۴ بازی کرده است.